# Juan de Dios Jurado
Juan de Dios Jurado Zafra (* 9. April 1981 in Mancha Real) ist ein ehemaliger spanischer Mittelstreckenläufer, der sich auf die 800-Meter-Strecke spezialisiert hat. Seinen größten Erfolg feierte er mit dem Gewinn der Bronzemedaille bei den Halleneuropameisterschaften 2005 in Madrid.

## Sportliche Laufbahn
Erste Erfahrungen bei internationalen Meisterschaften sammelte Juan de Dios Jurado im Jahr 2001, als er bei den U23-Europameisterschaften in Amsterdam mit 1:50,59 min in der ersten Runde über 800 Meter ausschied. 2003 schied er bei den Hallenweltmeisterschaften in Birmingham mit 1:50,47 min im Vorlauf aus und im Juli belegte er bei den U23-Europameisterschaften in Bydgoszcz in 1:48,70 min den siebten Platz. Im Jahr darauf schied er bei den Hallenweltmeisterschaften in Budapest mit 1:50,99 min im Semifinale aus und 2005 gewann er bei den Halleneuropameisterschaften in Madrid in 1:49,11 min die Bronzemedaille hinter dem Russen Dmitri Bogdanow und seinem Landsmann Antonio Manuel Reina. Im Jahr darauf belegte er bei den Hallenweltmeisterschaften in Moskau in 1:48,44 min den fünften Platz und im August schied er bei den Europameisterschaften in Göteborg mit 1:50,11 min im Semifinale aus. 2009 belegte er bei den Mittelmeerspielen in Pescara in 1:50,72 min den siebten Platz und 2012 beendete er seine aktive sportliche Karriere im Alter von 31 Jahren.
2006 wurde Jurado spanischer Meister im 800-Meter-Lauf im Freien sowie 2003 und 2006 in der Halle.

## Persönliche Bestzeiten
- 800 Meter: 1:45,42 min, 20. Juni 2006 in Huelva
  - 800 Meter (Halle): 1:47,38 min, 11. März 2006 in Moskau
- 1500 Meter: 3:42,67 min, 10. Juni 2006 in Avilés